# Usnea gracilis
Usnea gracilis (liquen barba de piedra) es un tipo de liquen arbóreo nativo de regiones templadas de Norte, Centro y Sudamérica, tanto como Europa, Asia del este, y África del norte. Esta especie, muy foliosa, forma agrupaciones muy densas pilosas de coloraciones amarillentas.
- Datos: Q6158150